# David Karako
David Karako - em hebraico, דוד קרקו (Jafa, 11 de fevereiro de 1945 – 4 de maio de 2025) foi um futebolista e treinador de futebol israelense, que atuava como defensor.

## Carreira
David Karako fez parte do elenco da histórica Seleção Israelense de Futebol da Copa do Mundo de 1970. 

## Morte
Karako morreu no dia 4 de maio de 2025, aos 80 anos.